# Wolfgang Mutzeck
Wolfgang Mutzeck (* 25. Juni 1946; † 1. Januar 2009 in Leipzig) war ein deutscher Erziehungswissenschaftler und Hochschullehrer.

## Leben und Wirken
Wolfgang Mutzeck studierte an der Pädagogischen Hochschule Kiel und an der Universität  Oldenburg. Anschließend arbeitete er als Sonderschullehrer und danach als Dozent an der Pädagogischen Hochschule Kiel. 1987 wurde er in Oldenburg mit einer Arbeit über Theorien zum Transfer von Fortbildungsinhalten in den Berufsalltag zum Dr. phil. promoviert. 1990 wurde er Berater für Weiterbildungsmaßnahmen von Sonderschullehrern. 1993 habilitierte er sich in Oldenburg und wurde Professor für Verhaltensgestörten- und Lernbehindertenpädagogik an der Erziehungswissenschaftlichen Fakultät der Universität Leipzig. Dort leitete er das Institut für Förderpädagogik. Er war verantwortlich für den Aufbau eines Studienganges „Lehramt an Förderschulen“ und für die berufsbegleitende Weiterbildung von Förderschullehrern in sonderpädagogischen Fächern. Weitere Schwerpunkte seiner praxisbezogenen Arbeit waren die kooperative Beratung bei Verhaltensstörung, die Supervision, die Schulverweigerung, die Förderplanung und subjektive Theorien.
Wolfgang Mutzeck starb nach einer Leukämieerkrankung am 1. Januar 2009 in Leipzig.
Nach ihm wurde die 2015 durch das Berufsbildungswerk Leipzig eröffnete Wolfgang-Mutzeck-Schule in Leipzig benannt.

## Schriften
Autor
- Sehen und Verstehen von Verhaltensstörungen in der Schule. Albrechts, Lütjensee 1980, ISBN 978-3-88298-041-7.
- Von der Absicht zum Handeln. Rekonstruktion und Analyse subjektiver Theorien zum Transfer von Fortbildungsinhalten in den Berufsalltag. Dissertation. Universität Oldenburg 1987. Deutscher Studienverlag, Weinheim 1988, ISBN 978-3-89271-046-2.
- mit Diethelm Wahl: Wie Lehrende und Lernende miteinander umgehen. Probleme der sozialen Interaktion Deutsches Institut für Fernstudien, Tübingen um 1990, DNB 910586497.
- Kooperative Beratung in pädagogischen Handlungsfeldern. Fernuniversität, Hagen 1996, DNB 94955703X.
- Kooperative Beratung. Grundlagen und Methoden der Beratung und Supervision im Berufsalltag. Deutscher Studienverlag, Weinheim 1996, ISBN 978-3-89271-617-4. 6. Auflage: Beltz, Weinheim/Basel 2008, ISBN 978-3-407-22190-2.
- Verhaltensgestörtenpädagogik und Erziehungshilfe. Klinkhardt, Bad Heilbrunn 2000, ISBN 978-3-7815-0992-4.
- Methodenbuch kooperative Beratung. Supervision, Teamberatung, Coaching, Mediation, Unterrichtsberatung, Klassenrat. Beltz, Weinheim/Basel 2008, ISBN 978-3-407-62614-1.

Herausgeberschaft
- mit Waldemar Pallasch: Handbuch zum Lehrertraining. Konzepte und Erfahrungen. Beltz, Weinheim/Basel 1983, ISBN 978-3-407-54128-4.
- mit Waldemar Pallasch: Integration verhaltensgestörter Schüler. Praktische Modelle und Versuche. Beltz, Weinheim/Basel 1984, ISBN 978-3-407-54147-5. Neuausgabe unter dem Titel Integration von Schülern mit Verhaltensstörungen. Praktische Modelle und Versuche. Deutscher Studienverlag, Weinheim 1987, ISBN 978-3-89271-035-6. 6. Auflage 2007, ISBN 978-3-407-32084-1.
- Förderdiagnostik bei Lern- und Verhaltensstörungen. Konzepte und Methoden. Deutscher Studienverlag, Weinheim 1988, ISBN 978-3-89271-817-8. 3. Auflage 2002, ISBN 978-3-407-32002-5.
- Förderplanung. Grundlagen – Methoden – Alternativen. Deutscher Studienverlag, Weinheim 2000, ISBN 978-3-89271-916-8. 3. Auflage Beltz, Weinheim/Basel 2007, ISBN 978-3-407-32083-4.
- Psychologie der Veränderung. Subjektive Theorien als Zentrum nachhaltiger Modifikationsprozesse. Deutscher Studienverlag, Weinheim um 2002, ISBN 978-3-407-32026-1.
- Umgang mit Schulverweigerung. Grundlagen und Praxisberichte für Schule und Sozialarbeit. Deutscher Studienverlag, Weinheim 2004, ISBN 978-3-407-32053-7.
- Erziehungshilfe konkret. Deutscher Studienverlag, Weinheim 2004, ISBN 978-3-407-32028-5.
- mit Peter Jogschies: Neue Entwicklungen in der Förderdiagnostik. Grundlagen und praktische Umsetzungen. Beltz, Weinheim/Basel 2004, ISBN 978-3-407-57213-4.
- mit Kerstin Popp: Professionalisierung von Sonderpädagogen. Standards, Kompetenzen und Methoden. Beltz, Weinheim/Basel 2007, ISBN 978-3-407-32078-0.
- mit Jörg Schlee: Kollegiale Unterstützungssysteme für Lehrer. Gemeinsam den Schulalltag bewältigen. Kohlhammer, Stuttgart 2008, ISBN 978-3-17-020022-7.